# Strøby (Stevns Kommune)
 For alternative betydninger, se Strøby. (Se også artikler, som begynder med Strøby)
Strøby er en lille by på Sydsjælland med 697 indbyggere  (2024), beliggende i Strøby Sogn på Stevns nær Køge Bugt. Byen tilhører Stevns Kommune og er beliggende i Region Sjælland.
Området omkring Strøby er præget af landbrug og Tryggevælde Å. 
Strøby Kirke og sportsklubben AIK 65 Strøby har hjemsted i Strøby, der ligger fem kilometer syd for Strøby Egede og 12 kilometer syd for Køge.

## Forretninger
Strøby har Dagli'Brugs, blomsterbutik, frisører, livsstilsbutik, fodterapeut, køreskole, bilværksteder, benzintank med bilvask og et aktivt forsamlingshus.

## Offentlige- og private institutioner
Der findes en kommunal børnehave og privat dagpleje. Strøbyskolen og SFO ligger midt mellem Strøby og Strøby Egede, hvortil der er cykelsti og skolebus. Folkekirken har til huse i Strøby Kirke. Der forefindes også kommunale ældre- og handicapboliger.

## Bolig i Strøby
Boligmassen i Strøby er fortrinsvis en blanding af gamle gårde, ældre landsbyhuse, parcelhuse, murermesterhuse, rækkehuse og dobbelthuse. 

## Offentlig og privat transport
Der er bus til flere byer, men primært mod Strøbyskolen, Strøby Egede og Køge. Der er cykelsti gennem hele byen samt nordpå til Strøbyskolen og Valløby, gennem Strøby Egede til Køge og sydpå mod Rødvig. 